# ランダム・デジット・ダイヤリング
ランダム・デジット・ダイヤリング（英: Random digit dialing、RDD）とは、コンピュータで無作為に数字を組み合わせて電話をかけて行う統計調査（電話調査）の一種。

## 手法
電話調査による統計調査は当初は電話帳から電話番号を抽出して行う方法が実施されていたが、電話帳非掲載世帯が調査対象から脱落することによる対象者の抽出方法の偏りが問題になり、電話帳と関係なくコンピュータで無作為に数字を組み合わせて電話番号を生成して行うRDDが広く利用されるようになった。

### 固定電話と回答者抽出
RDDによる調査は世帯抽出であることを特徴としているが、当該一般世帯の回答者を選定する方法によりさらに分類される。
追跡法（確率法）
まず調査の趣旨を説明して応諾を得た上で、世帯内の調査対象人数（例えば世帯成人数）を質問し、調査者がその人数内でさらに乱数を発生させて単純無作為抽出で回答者を選定し、その回答者を変更せずに回答を得る方法。確率法では調査対象者のうち何番目の人を回答者にするか決める方法により、年齢順位法やKish法などの確率的方法と誕生日法などの擬似確率的方法に分けられる。回答者となった当人が不在等で回答できない場合、在宅していると思われる時間に再度電話して調査を行う。この方法では最初の対話者以外が回答者となることがあるほか、世帯内の調査対象人数を聞く必要があるため、対象世帯の負担や抵抗感が大きく拒否率は高くなる。
割当法（クオータ法）
年代性別ごとに目標サンプル（目標数）を設定し、有効回答件数が得られるまで電話調査を行う方法。条件適格者が一時不在または世帯内に存在しない場合には追跡（再コール）せずに次の電話番号（世帯）に移行する。不在がちな人の意見が反映されない、調査に興味がある人しか協力を得られないなどの欠点がある。
任意法
電話に出た人が条件適格者（有権者など）に該当すれば応諾を得て調査を実施する方法。追跡（再コール）しない方法と再度電話をかけなおす方法がある。

### 携帯電話への調査拡大
従来のRDDの方式では固定電話にしか架電しなかったが、2000年代以降問題になったのが固定電話加入者数の減少と携帯電話限定層の増加の影響である。固定電話と携帯電話を対象とした電話調査はデュアルフレーム調査と言う。ただし、固定電話と携帯電話の併用式でも、2つの抽出枠から得られた回答の合算方法などテクニカルな課題もあり、各社が同一の手法を採用しているわけではない。

## 特徴
RDDを含む電話調査にも長所と短所がある。
長所
1. RDDの場合、電話番号リストを持っていなくても調査が可能である[5]。
2. 電話さえあればどこでも調査可能である[5]。
3. 調査対象者への接触が容易である[5]。
4. 対面調査でないため比較的聞きにくい質問も可能である[5]。
5. 短期間で調査できる[5]。

短所
1. 本人確認が難しい[5]。
2. 電話をかける時間帯がある程度制限される[5]。
3. 調査対象者が調査を断りやすい[5]。
4. 調査の分量を多くできない[5]。
5. 提示物を利用した調査ができない[5]。

固定電話と携帯電話の併用式RDDについても、無作為に依頼しても男性回答者が6割超と多くなる傾向（女性のほうが知らない電話番号への警戒感が強いことが背景にあり、固定電話による方法で女性がやや多くなる傾向と対照的な結果となる）が指摘されている。また、選挙情勢調査のRDDで携帯電話を対象とする場合には選挙区単位の調査が技術的に困難という問題があり、調査方式の使い分けが行われているが、妥当性の観点でRDDにとって好ましいことではないという指摘がある。このほか携帯電話を対象とする場合には調査対象者が自動車の運転中ではないかなど調査実務上の配慮が必要となる。
RDDについては一般母集団の把握も課題となっている。特に標本抽出枠として人口登録簿が利用できる国々（日本では住民基本台帳や選挙人名簿）ではない、米国などでは一般母集団の標本抽出の手法が問題になっている。日本でもRDDでアクセス可能な母集団が明確ではないこと（アクセス可能な対象と有権者全体との乖離）が指摘されており、「回収率」ではなく「回収数」を表記して済ましているという批判がある。